# シャルル・フランソワ・デュ・フェ

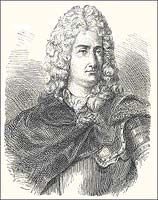
シャルル・フランソワ・デュ・フェ

シャルル・フランソワ・デュ・フェ（Charles François de Cisternay du Fay、1698年9月14日 – 1739年7月16日）はフランスの化学者である。パリ植物園の監督官を務めた。電気に2つの極性があることを提唱したことで知られる。
パリに軍人の家系に生まれた。1729年にロンドン王立協会のフェローに選出された。1732年にパリ植物園の監督官に任じられた。1733年に、封ろうもガラス棒も摩擦すれば帯電するが、これらが別の電気（électricité résineuse：樹脂電気とélectricité vitreuse：ガラス電気）であることを主張した。導体と絶縁体の違いについて述べ、同極に帯電した物体が反発し合い、異極に帯電した物体が引き合うことを発見した。たとえばスティーヴン・グレイのように物体の電気的性質がその色に関係するというような、帯電に関する誤解をといた。デュ・フェの観察結果は1733年12月に報告され、翌年の王立協会のフィロソフィカル・トランザクションズで刊行された。